# Дёлль, Фридрих Вильгельм Ойген
Фридрих Вильгельм Ойген Дёлль (нем. Friedrich Wilhelm Eugen Döll; 8 октября 1750, Файльсдорф, Тюрингия — 30 марта 1816, Гота, Германский союз) — немецкий скульптор.

## Биография
Фридрих Вильгельм Ойген Дёлль родился 8 октября 1750 года в Вайльсдорфе близ Хильдбургхаузена в семье художника по фарфору Иоганна Фридриха Дёлля. Вначале учился у скульптора Нея в Фульде. Будучи молодым скульптором, работал на наследного принца Эрнста из Саксен-Гота-Альтенберг (с 1772 года герцог Эрнст II) по рекомендации барона Фридриха Мельхиора Гримма, и 1770—1773 годы провёл в Париже и Риме. В Париже он прошёл обучение у Жана-Антуана Гудона и через четырнадцать месяцев отправился в Рим, где продолжил своё образование под руководством Рафаэля Менгса и Иоганна Фридриха Раффенштайна.
После возвращения Дёлль был назначен в 1781 году придворным скульптором и получал заказы в основном от резиденций Готы, Анхальт-Дессау и Мейнинген. Он создавал портретные бюсты, памятники и рельефы. В 1786 году он стал профессором, а в 1787 году ему был поручен надзор за памятниками искусства Готы.
Дёлль также давал уроки рисования и пробудил, среди прочих, в юной Луизе Зейдлер (которая с 1800 по 1803 год посещала школу Софи Людольфины Штилер в Готе) интерес к рисованию.
Дёлль был похоронен на старом кладбище в Готе. Его надгробие сохранялось до 1906 года, после чего его след теряется.
Его сын Фридрих Леопольд Дёлль (1791—1856) также был скульптором, создавшим, в частности, памятник Эрнста-Вильгельма Арнольди, установленный рядом с главным почтовым отделением в Готе.

## Работы
- Канделябры в Альтенбергене

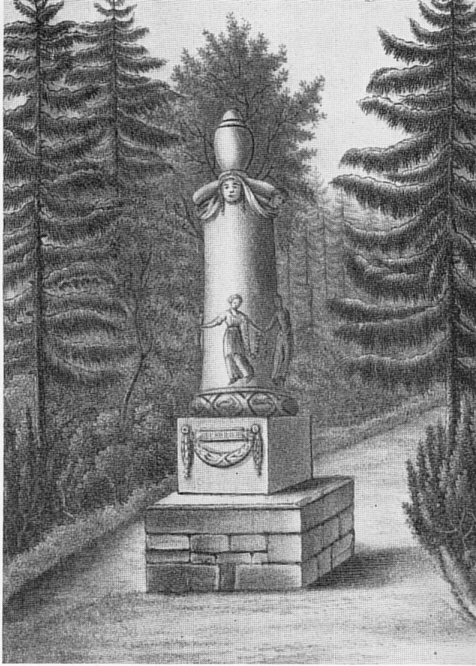
Памятник в честь Кристианы Беккер-Нойманн в Веймаре, созданный по рисункам Генриха Мейера

- Вера, любовь и надежда в главной церкви Люнебурга
- 22 главных рельефа в лепнине на княжеском манеже в Дессау
- Статуя императрицы Екатерины II в натуральную величину, изображенная в виде Минервы
- Та же императрица, перед которой девушка приносит жертву на алтаре.
- Гробница Винкельмана в Ротонде в Риме
- Бюсты Сафо и Рафаэля Менгса
- Девять муз, барельеф
- Густав Адольф Шведский верхом на коне, коронованный Победой, барельеф
- Фигуры Минервы, Музы и Гигиеи в натуральную величину.
- Надгробные памятники графини Айнзидель в Дрездене и герцога Карла Мейнингенского
- Памятник Готхольду Эфраиму Лессингу на здании библиотеки в Вольфенбюттеле
- Бюст Кеплера в моноптеро Кеплера работы Эмануэля Херигойена в Регенсбурге
- Египетский памятник в Швантайхе в Готе
- Памятник Кристиану Августу Гейтебрюку в Готе
- Фонтан нимф в замке Вильгельмсталь близ Айзенаха (в первозданном виде с 1797 года)